# Antonin (powiat jarociński)
Antonin – wieś w Polsce położona w województwie wielkopolskim, w powiecie jarocińskim, w gminie Żerków. Wieś jest siedzibą sołectwa Antonin, w którego skład wchodzą również miejscowości Przybysław i Siekierzyn.
W latach 1975–1998 miejscowość należała administracyjnie do województwa kaliskiego.